# Giorgio Rubino
Pour les articles homonymes, voir Rubino (homonymie).
Giorgio Rubino (né le 15 avril 1986 à Rome) est un athlète italien, spécialiste de la marche.

## Biographie
Son club est les Fiamme Gialle (Gardes de finances, un club militaire). Il mesure 1,74 m pour 56 kg. Il s'entraîne à Syracuse avec Alessandro Garozzo et Ruggero Sala. Il compte 17 sélections.
Il débute l'athlétisme à la fin de l'année 1998. Pour sa première année en compétition, il frôle le podium aux Mondiaux jeunesse de Sherbrooke en 2003 mais traverse ensuite une mauvaise passe en 2004 : il est disqualifié en Coupe du monde à Naumburg et ne brille pas aux Championnats du monde juniors à Grosseto. Il réalise une meilleure saison en 2005 en décrochant la médaille de bronze sur 10 000 m marche lors des Championnats d'Europe junior d'athlétisme, puis en prenant la 8e place lors des Championnats d'Europe de Göteborg en 2006.
Il termine 5e sur 20 km aux Championnats du monde de Osaka en 2007 en 1 h 23 min 39 s, puis 18e aux Jeux Olympiques de Pékin en 2008 en 1 h 22 min 11 s. Il réalise une très grande saison l'année suivante : il améliore tout d'abord son record personnel sur 20 km en 1 h 19 min 37 s lors de la 2e épreuve du Challenge mondial de la marche en avril 2009 à Rio Maior en terminant deuxième (son précédent record avait été obtenu à Royal Leamington Spa lors de la Coupe d'Europe de marche le 20 mai 2007), puis il remporte la Coupe d'Europe de marche à Metz le 24 mai en 1 h 24 min 06 s. Surtout, il finit 3e aux Mondiaux de Berlin en 2009  en 1 h 19 min 50 s après la disqualification du Russe Valeriy Borchin intervenue en 2015, ce qui constitue encore aujourd'hui son meilleur résultat en carrière. 
En 2010, il termine au pied du podium du 20 km des Championnats d'Europe de Barcelone en 1 h 22 min 12 s, son meilleur temps de la saison. Disqualifié aux Mondiaux de Daegu en 2011, le Comité Olympique national italien (CONI) le déclare qualifié le 5 juillet 2012 pour participer aux Jeux olympiques de Londres, où il termine 40e en 1 h 25 min 28 s. Par la suite, il se classe 27e aux Mondiaux de Moscou en 2013, 7e aux championnats d'Europe de Zurich en 2014 et 20e aux Mondiaux de Pékin en 2015.
L'IAAF annonce le 26 juillet 2017 qu'une cérémonie pour lui remettre la médaille de bronze des Mondiaux 2009 aura lieu le 13 août 2017 à l'occasion des Championnats du monde de Londres. Pendant ces championnats, il prend part au 20 km marche et termine 16e en 1 h 20 min 47 s, son meilleur résultat de la saison.

## Palmarès
| Date | Compétition                  | Lieu       | Résultat | Épreuve  | Temps           |
| ---- | ---------------------------- | ---------- | -------- | -------- | --------------- |
| 2005 | Championnats d'Europe junior | Kaunas     | 3e       | 10 000 m | 40 min 46 s 95  |
| 2006 | Championnats d'Europe        | Göteborg   | 8e       | 20 km    | 1 h 22 min 34 s |
| 2007 | Coupe d'Europe de marche     | Leamington | 10e      | 20 km    | 1 h 21 min 17 s |
| 2007 | Championnats du monde        | Osaka      | 5e       | 20 km    | 1 h 23 min 39 s |
| 2008 | Jeux olympiques              | Pékin      | 18e      | 20 km    | 1 h 22 min 11 s |
| 2009 | Coupe d'Europe de marche     | Metz       | 1er      | 20 km    | 1 h 24 min 06 s |
| 2009 | Championnats du monde        | Berlin     | 3e       | 20 km    | 1 h 19 min 50 s |
| 2010 | Championnats d'Europe        | Barcelone  | 4e       | 20 km    | 1 h 22 min 12 s |
| 2011 | Championnats du monde        | Daegu      | —        | 20 km    | DQ              |
| 2012 | Jeux olympiques              | Londres    | 40e      | 20 km    | 1 h 25 min 28 s |
| 2013 | Championnats du monde        | Moscou     | 27e      | 20 km    | 1 h 25 min 42 s |
| 2014 | Championnats d'Europe        | Zurich     | 7e       | 20 km    | 1 h 22 min 07 s |
| 2015 | Championnats du monde        | Pékin      | 20e      | 20 km    | 1 h 23 min 23 s |
| 2017 | Championnats du monde        | Londres    | 16e      | 20 km    | 1 h 20 min 47 s |
| 2018 | Championnats d'Europe        | Berlin     | —        | 20 km    | DQ              |

## Records
| Épreuve         | Temps           | Date              | Lieu      |  |
| --------------- | --------------- | ----------------- | --------- |  |
| 3 000 m marche  | 12 min 03 s 70  | 4 septembre 2009  | Orroli    |  |
| 5 000 m marche  | 20 min 17 s 82  | 25 juin 2009      | Milan     |  |
| 10 000 m marche | 39 min 43 s 20  | 4 juin 2011       | Florence  |  |
| 10 km marche    | 38 min 00 s     | 18 septembre 2010 | Pékin     |  |
| 20 km marche    | 1 h 19 min 37 s | 4 avril 2009      | Rio Maior |  |